# پی‌تی-۱۹ فیرچایلد
پی‌تی-۱۹ فیرچایلد (به انگلیسی: Fairchild_PT-19) یک هواگرد ملخ‌پیشین تک‌موتوره از نوع هواگرد آموزشی ساخت شرکت فیرچایلد ایرکرفت است. هواگرد پی‌تی-۱۹ فیرچایلد نخستین پروازش را در ۱۵ مه ۱۹۳۹ میلادی انجام داد. این هواگرد در سال ۱۹۴۰ میلادی رسماً معرفی گردید. در مجموع، تعداد ۷٬۷۰۰+ فروند از این هواگرد ساخته شده‌است.
طراح این هواگرد، Armand Thiebolt بود.